# Simin Palay
Jean-Maximin, dit Simin Palay, est un poète français, philologue de langue béarnaise et un Félibre né à Casteide-Doat, aux confins du Béarn et de la Bigorre, en 1874 et mort à Gelos en 1965.

## Biographie sommaire
Simin Palay fut l'un des principaux poètes en béarnais du début du XXe siècle. Il est l'auteur de poésies, de pièces de théâtre et d'œuvres diverses en prose. Il a été ouvrier tailleur dans sa jeunesse.
Autodidacte, il a passé sa vie entière à la défense et à l'illustration du béarnais et du gascon. Polygraphe, il a touché à tous les genres littéraires et ce, chaque fois, avec talent : il a été dramaturge, romancier, lexicographe, poète lyrique, etc.
Il est le créateur, avec Michel Camelat, de l'Escole Gastoû Febus (devenue Escòla Gaston Fèbus, la branche gasconne et béarnaise du Félibrige) et de la revue Reclams de Biarn e Gascougne. Il est collaborateur de Michel Camelat dans La Bouts de la Terre et chroniqueur du journal de Pau, Le Patriote.
Ses travaux de linguistique gasconne (lexicologie notamment) sont couronnés par la publication de son Dictionnaire du Béarnais et du Gascon modernes, en graphie moderne.

## Les grands événements de la vie de Simin Palay

### Famille
29 mai 1874 : Jean-Maximin Palay (dit Simin Palay) naît à Casteide-Doat, d'un père tailleur d'habit et d'une mère tisserande. En 1888, la famille Palay s'installe à Vic-en-Bigorre car le père y a ouvert une boutique. S'y croisent des hommes des lettres et des artistes. En effet, Yan Palay lui-même, le père de Simin, est conteur et un peu poète.

### Michel Camelat. Armanac
En 1890, lors d'une réunion littéraire, Simin rencontre à Tarbes Miquèu de Camelat, jeune poète bigourdan originaire d'Arrens. C'est le début d'une amitié et d'une collaboration qui dureront jusqu'à la mort.
Simin Palay part pour Arrens en 1891 ; il y fonde avec Camelat un almanach, Armanac Patouès de la Bigorre, auquel succède en 1894 Armanac Gascou - Bigorre - Béarn - Armagnac - Lanes. Des écrivains et des poètes béarnais et bigourdans y collaborent. Tous ensemble, ils envisagent la création d'une société littéraire structurée.
Les deux amis Palay et Camelat sont faits ensemble chevaliers de la Légion d'honneur, en 1960.

### Journal béarnais
En 1902, Simin Palay devient secrétaire de rédaction au journal béarnais Le Patriote des Pyrénées. Il y reste jusqu'à ce que disparaisse le journal en 1945, désormais en s'installant à Gelos. Il écrit des articles en béarnais et les signe Lou Talhur de Pau.

### Escole Gastoû Febus. Reclams
En 1896, c'est avec Adrien Planté, maire d'Orthez, qu'est créée l'Escole Gastoû Febus, école affiliée au Félibrige. 
Le nouveau groupe lance la revue : Reclams de Biarn e Gascougne, le premier numéro paraît le 1er janvier 1897.
En 1899, il est nommé maître en gai savoir.
En 1910, il se brouille avec Adrien Planté, capdau de l'Escole Gastoû Febus, pour une discussion sur le contenu de la revue Reclams. Camelat et Palay fondent alors un journal bimensuel La Bouts de la Terre, en béarnais, qui paraîtra jusqu'en 1914.
En 1920, Simin Palay est nommé majoral du Félibrige. Il devient en 1923 capdau de l'Escole Gastoû Febus (après Jean-Victor Lalanne) et le sera jusqu'à sa mort. Par ce biais, il représente l'association à de nombreuses manifestations félibréennes et folkloriques où ses talents d'orateur, de chanteur et de poète font merveille. Vers la même époque, il crée le Musée béarnais qu'il anime avec passion, s'attachant au mobilier béarnais.

### Dictionnaire du Béarnais et du Gascon modernes
Palay vient à bout en 1932 de la rédaction du dictionnaire du Béarnais et du Gascon modernes mis en chantier vers 1910. Le 1er tome paraît en 1910, le 2e en 1934. Vers 1960, une nouvelle édition est élargie aux parlers de l'ensemble des pays en rive gauche de la Garonne.
Après 1960, l'activité de Palay est ralentie. Il travaille pourtant à la 2e édition du dictionnaire et écrit toujours des articles pour diverses revues.
Palay meurt à Gelos en 1965, trois ans après son ami Camelat.

## Œuvres